# 于国安 (1966年)
于国安（1966年11月—），男，汉族，中华人民共和国政治人物。现任辽宁省人大常委会副主任，中共辽宁省委副秘书长兼省委办公厅副主任。